# 短叶荷包槲
短叶荷包槲（学名：Calymmodon asiaticus），为禾叶蕨科荷包蕨属下的一个植物种。